# Jim Bailey
Jim Bailey, född 21 juli 1929, död 31 mars 2020, var en australisk friidrottare. Han deltog vid olympiska sommarspelen 1956.